# 540er
Portal Geschichte | Portal Biografien | Aktuelle Ereignisse | Jahreskalender | Tagesartikel

◄ |
5. Jh. |
6. Jahrhundert
| 7. Jh. | ►

◄ |
510er |
520er |
530er |
540er
| 550er | 560er | 570er | ►

540 |
541 |
542 |
543 |
544 |
545 |
546 |
547 |
548 |
549

## Ereignisse
- 540: Mit der Einnahme von Ravenna durch oströmische Truppen endet die erste Phase des Gotenkrieges. König Witichis gerät in kaiserliche Gefangenschaft, Italien untersteht damit oströmischer Herrschaft.
- 540: Erneuter Ausbruch von Kampfhandlungen zwischen dem Sassanidenreich unter Großkönig Chosrau I. und dem Oströmischen Reich unter Justinian I. Der Großkönig erobert mehrere Städte in Syrien, darunter auch Antiochia am Orontes. Der Krieg dauert bis 561/562 an.
- 541: Beginn der zweiten Phase des Gotenkrieges.
- 541: Die Justinianische Pest, wie die erste große Pestpandemie genannt wird, bricht aus. Sie sollte von da an für über zwei Jahrhunderte immer wieder den Mittelmeerraum heimsuchen, bis sie um ca. 760 für rund sechshundert Jahre (bis 1347) verschwindet.